# Lubotyń (Kietrz)
Lubotyń (deutsch Liptin, tschechisch Liptýně) ist ein Ort in der Stadt- und Landgemeinde Kietrz im Powiat Głubczycki der Woiwodschaft Opole in Polen. Ortsteil von ist Lubotyń-Kolonia (Kolonie Liptin).

## Geographie
Das Straßendorf Lubotyń liegt acht Kilometer südwestlich von Kietrz, 22 Kilometer südöstlich von Głubczyce (Leobschütz) und 85 Kilometer südlich von Opole (Oppeln) in der Schlesischen Tiefebene. Durch den Ort fließt die Morawa.
Nachbarorte von Lubotyń sind im Osten Dzierżysław (Dirschel), im Südwesten Nasiedle (Nassiedle) und im Nordwesten Chróścielów (Krastillau).

## Geschichte

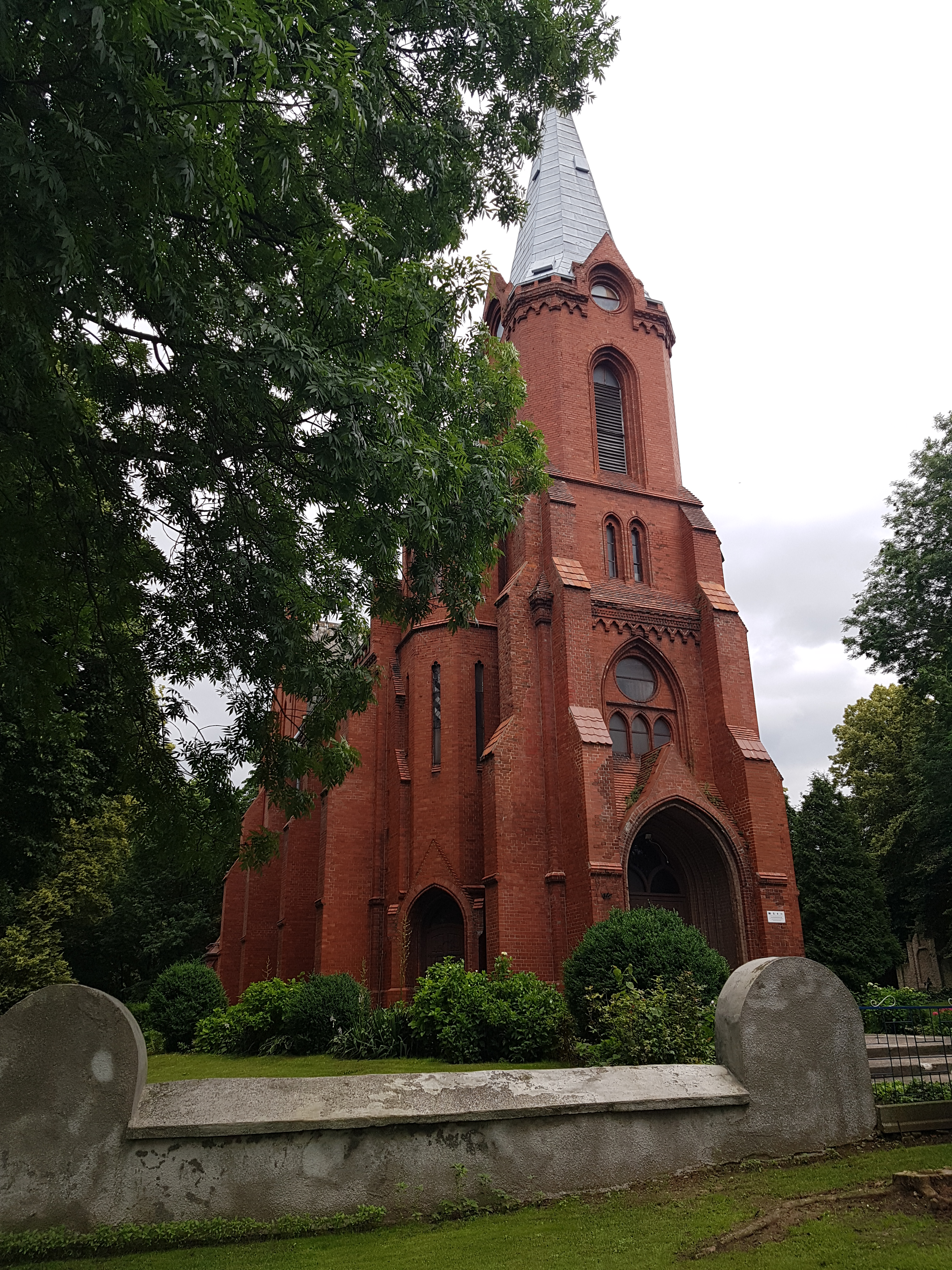
Mariä-Geburt-Kirche

Der Ort wurde 1262 erstmals als Luptym erwähnt. 1286 erfolgte eine Erwähnung als Luptyn, 1377 als Luptin sowie 1455 als Liptin. Der Ortsname leitet sich vom slavischen Personennamen Lubota  ab, das Dorf des Lubota. Im Mittelalter bestand südlich des Dorfes eine Burg.
Nach dem Ersten Schlesischen Krieg 1742 fiel Liptin mit dem größten Teil Schlesiens an Preußen.
Nach der Neuorganisation der Provinz Schlesien gehörte die Landgemeinde Liptin ab 1816 zum Landkreis Leobschütz im Regierungsbezirk Oppeln. 1845 bestanden im Dorf eine katholische Pfarrkirche, eine katholische Schule, eine Brauerei, eine Brennerei, zwei Wassermühlen, ein Vorwerk (Karlshof) und 103 Häuser. Im gleichen Jahr lebten in Liptin 681 Menschen, davon 4 evangelisch. 1861 zählte Liptin 711 Einwohner, 4 Bauern-, 16 Gärtner- und 61 Häuslerstellen sowie zwei Schankwirtschaften. Die katholische Schule zählte im gleichen Jahr 130 Schüler.
1874 wurde der Amtsbezirk Dirschel gegründet, welcher die Landgemeinden Dirschel und Liptin und die Gutsbezirke Dirschel und Liptin umfasste. Erster Amtsvorsteher war der Rittergutsbesitzer und k.k. Major a. D. Alfred von Rudno-Rudziński-Liptin (1836–1895) in Liptin, verheiratet mit Piry Marissy de Markus et. Batizfalva (1838–1907), eine Gutsbesitzerstochter, die aus Ungarn stammte. Ihre Tochter Melanie heiratete den Offizier Hans von Poncet-Konradswaldau (1866–1919). Die sechs Söhne der Familie wurden alle in Liptin geboren. Nachfolger im Gutsbesitz wurde im Minorat der jüngste Sohn Albin von Rudno-Rudziński (1876–1914). Er war auch mit einer ungarischen Adeligen verheiratet, mit Illy Urbán de Behárfalva, geschiedene de Borosjenö. Ob ihr gemeinsamer und später nach Kolumbien ausgewanderter Sohn Albin jun. von Rudno-Rudziński, geboren 1912 in Liptin, das Gutserbe antrat ist genealogisch nicht klärbar. In den 1930er Jahren war jedenfalls ein Ober-Amtmann Heinrich Wibbe der Gutsbesitzer. Zur Begüterung gehörten das Vorwerk Carlshof, gesamt 360 ha. An der Spitze der Gutsverwaltung standen ein Assistent, ein Förster und ein Brennereiverwalter.
Auf der Gemarkung von Liptin gab es noch einen fiskalischen Besitz, ein Dominium Constanzienhof, Größe 61 ha, seit 1932 bei August Englisch.
Bei der Volksabstimmung in Oberschlesien am 20. März 1921 stimmten in Liptin 451 Personen für einen Verbleib bei Deutschland und 0 für Polen. Liptin verblieb wie der gesamte Stimmkreis Leobschütz beim Deutschen Reich. 1933 zählte der Ort 664 sowie 1939 574 Einwohner. Bis 1945 gehörte der Ort zum Landkreis Leobschütz. Am 24. März 1945 flüchtete die Bevölkerung in Richtung Sudetenland. Am 1. April 1945 nahm die Rote Armee Liptin ein. Sowjetische Truppen plünderten den Ort, darunter auch das Interieur der Kirche.
1945 kam der bisher deutsche Ort unter polnische Verwaltung, wurde in Lubotyń umbenannt und der Woiwodschaft Schlesien angeschlossen. Im Mai 1945 kehrte ein Großteil der zuvor geflüchteten Bevölkerung zurück. Vom 12. September bis 13. November 1945 wurde das Schloss Liptin zu einem Lager umfunktioniert und alle deutschen Bewohner des Dorfes dort eingesperrt. Im Lager verstarben 32 Dorfbewohner. Im Sommer 1946 wurde die deutsche Bevölkerung des Ortes vertrieben. 1950 wurde Dzierżysław der Woiwodschaft Oppeln zugeteilt. 1999 wurde es Teil des wiedergegründeten Powiat Głubczycki.

## Sehenswürdigkeiten

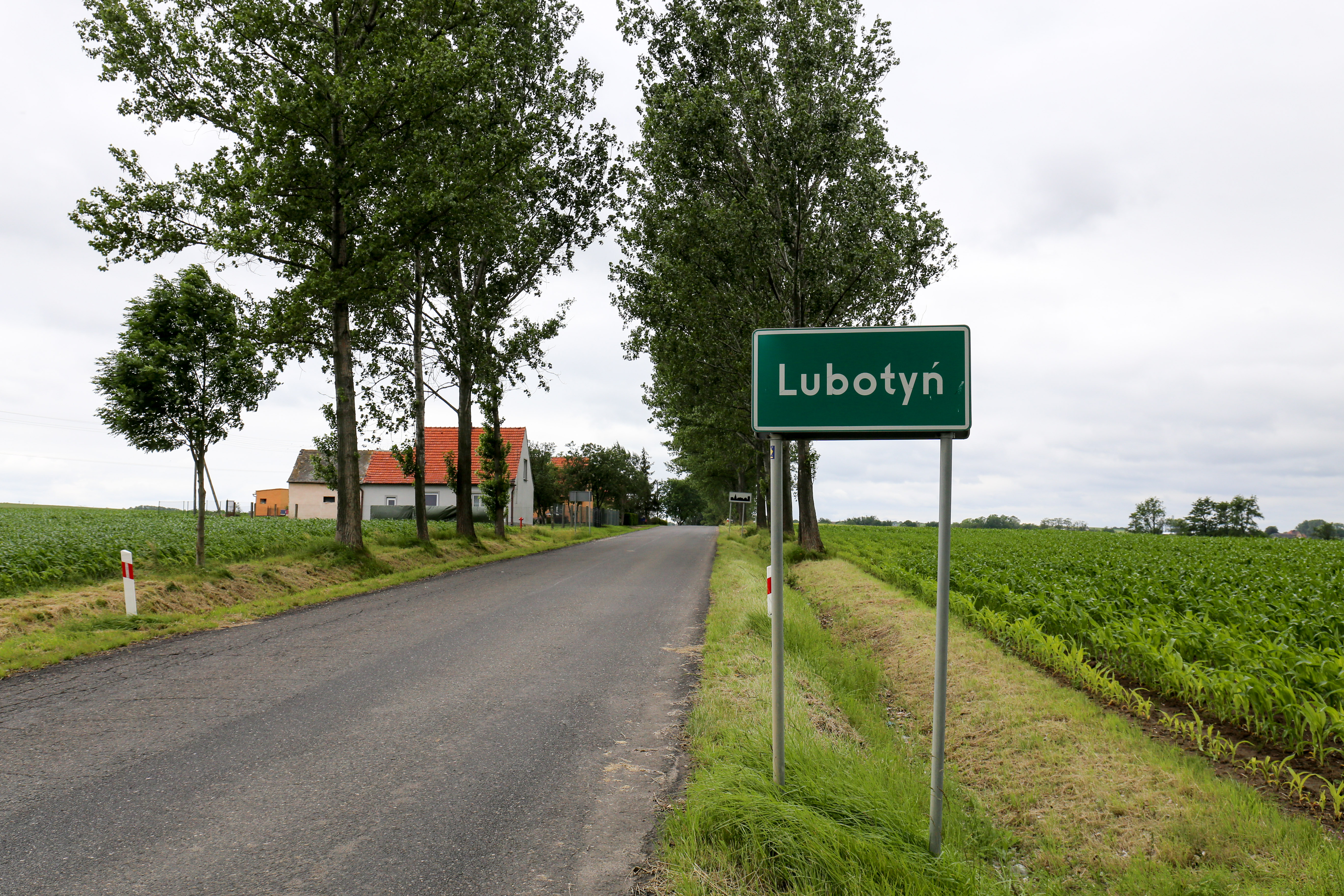
Ortseingang

- Die römisch-katholische Mariä-Geburt-Kirche (poln. Kościół Narodzenia Najświętszej Maryi Panny) wurde 1906 im neogotischen Stil errichtet. Zuvor bestand an gleicher Stelle eine Kirche, welche aus dem 16. Jahrhundert stammte. Der Bau wurde 1691 sowie 1788 erweitert. Der Kirchenbau steht seit 1910 unter Denkmalschutz.[12]
- Ehemaliger Schlosspark – das Schloss wurde in den 1960er Jahren abgerissen
- Steinernes Wegekreuz